# Wilmington (Carolina del Nord)
Wilmington és una població dels Estats Units i seu del comtat de New Hanover a l'estat de Carolina del Nord. Segons el cens del 2008 tenia 101.350 habitants.

## Demografia
Segons el cens del 2000, Wilmington tenia 75.838 habitants, 34.359 habitatges i 17.351 famílies. La densitat de població era de 714,2 habitants per km².
Dels 34.359 habitatges en un 20,4% hi vivien nens de menys de 18 anys, en un 33,5% hi vivien parelles casades, en un 14% dones solteres, i en un 49,5% no eren unitats familiars. En el 36,6% dels habitatges hi vivien persones soles l'11,3% de les quals corresponia a persones de 65 anys o més que vivien soles. El nombre mitjà de persones vivint en cada habitatge era de 2,1 i el nombre mitjà de persones que vivien en cada família era de 2,77.
Per edats la població es repartia de la següent manera: un 18,4% tenia menys de 18 anys, un 17,2% entre 18 i 24, un 28,5% entre 25 i 44, un 20,6% de 45 a 60 i un 15,3% 65 anys o més.
L'edat mediana era de 34 anys. Per cada 100 dones de 18 o més anys hi havia 85 homes.
La renda mediana per habitatge era de 31.099 $ i la renda mediana per família de 41.891 $. Els homes tenien una renda mediana de 30.803 $ mentre que les dones 23.423 $. La renda per capita de la població era de 21.503 $. Entorn del 13,3% de les famílies i el 19,6% de la població estaven per davall del llindar de pobresa.

## Persones
- Edward Snowden (1983), informàtic, denunciant dels programes americans i britànics de vigilànica de la internet

## Poblacions més properes
El següent diagrama mostra les poblacions més properes.